# Claude Antoine Colombot
Ne doit pas être confondu avec Jean-Charles Colombot.
Claude-Antoine Colombot est un architecte bisontin né en 1747 à Besançon et mort en 1821.

## Biographie
Claude-Antoine Colombot est né le 1er novembre 1747 à Besançon. Il y meurt, dans la pauvreté, le 29 avril 1821. Il est le fils de l'architecte Jean-Charles Colombot, qui édifia un grand nombre d'églises en Franche-Comté, en particulier dans l'actuelle Haute-Saône en tant qu'architecte des Eaux et Forêts ainsi que quelques hôtels particuliers et immeubles à Besançon comme l'hôtel Fleury de Villayer, rue Chifflet. Après des études d'architecture à Paris où il côtoie notamment le peintre et architecte Louis-Jean Desprez (1743-1804), il revient dans sa ville natale en 1768 et s'y établit comme architecte. Il est, avec Claude-Joseph-Alexandre Bertrand, le principal architecte du néoclassicisme bisontin et comtois.

## Principales réalisations

### Besançon
- Hôtel du professeur Rougnon, 26 rue Mégevand (1768)
- Transformations de l'hôtel Mareschal de Sauvagney, rue du Lycée (1772)
- Hôtel Petremand de Valay, rue de la Préfecture (1774, actuelle Banque de France)
- Hôtel Isabey, rue de la Préfecture (1774, actuelle chambre des métiers du Doubs)
- Immeuble à loyer du Grand-Séminaire, rue de la Préfecture et rue Charles Nodier (1775)
- Hôtel de Ligniville, 104 Grande Rue (1776)
- Hôtel Gavinet, rue de la Préfecture (1777)
- Maison Guyet, rue de la Préfecture (1777)
- Transformations de l’hôtel de Buyer, 102 Grande Rue (1782, escaliers, galerie dans la cour, décors intérieurs)
- Maison de madame Dandré, 80 Grande Rue (1789)
- Transformations de l’hôtel Chappuis de Rosières, place Pasteur (1789, façade, escalier d'honneur, grand salon)
- Hôtel de Lavernette, rue du Lycée (1790)

### Franche-Comté
- Travaux de décors au château de Vaire-le-Grand
- Église de la Nativité-de-Notre-Dame de Vezet
- Demeure de maître de forge à La Chaudeau
- Château de Champlitte